# رالف سن. ژرما
رالف سن. ژرما (فرانسوی: Ralph St. Germain‎; ۱۹ ژانویهٔ ۱۹۰۴ – ۲ اوت ۱۹۷۴) بازیکن هاکی روی یخ اهل کانادا بود.